# Шеремет, Виталий Иванович
Вита́лий Ива́нович Шереме́т (5 декабря 1940, Ленинград — 5 октября 2012, Москва) — советский и российский историк и писатель, специалист в области социально-политической, экономической и военной истории стран Ближнего Востока и Юго-Восточной Европы, истории мировой цивилизации, автор первой на русском языке документально-художественной романтизированной истории Ближнего Востока и России рубежа XVIII—XIX вв. под общим названием «Прекраснейшая» (в соавторстве с Л. В. Зелениной). Доктор исторических наук, профессор. Один из авторов «Большой Российской энциклопедии».

## Биография
В 1968 году в ЛГПИ имени А. И. Герцена защитил диссертацию на соискание учёной степени кандидата исторических наук по теме «Турция на заключительном этапе восточного кризиса 20-х годов XIX в. Адрианопольский мир 1829».
В 1986 году в Институте востоковедения АН СССР защитил диссертацию на соискание учёной степени доктора исторических наук по теме «Османская империя и западноевропейские державы. Вторая треть XIX в.» (специальность 07.00.03 — «Всеобщая история»).
Главный научный сотрудник Института востоковедения РАН.
Профессор кафедры всеобщей истории МГГУ имени М. А. Шолохова.
Главный редактор журнала «Новые грани», главный редактор журнала «Восточный архив»..
Член-корреспондент РАЕН (1992), действительный член РАЕН (1996), академик-секретарь Секции социокультурных и цивилизационных проблем РАЕН (1996), действительный член Международной академии информатизации (1995), действительный член Международной академии наук о природе и обществе (1998), почётный профессор Московской юридической академии МФД РФ (1999), действительный член ИППО.
Член Центрального правления ассоциации европейских исследований, член Бюро комиссии по военной истории народов Востока Общества востоковедов РАН.
Автор и ведущий программы на Народном радио.
Награждён медалями «Автор научного открытия» им. П. Л. Капицы и «За развитие культуры и искусства» им. П. М. Третьякова, почетным знаком РАЕН «За заслуги»; автор более 300 научных трудов; литератор, автор историко-художественных работ из истории России и Ближнего Востока.
Похоронен на Ясеневском кладбище.

## Научные труды

### Монографии
- Турция и Адрианопольский мир 1829 г.: Из истории восточного вопроса. М., 1975;
- Османская империя и Западная Европа: (Вторая треть XIX в.). М., 1986;
- Босфор. Россия и Турция в эпоху Первой мировой войны. М., 1995;
- Война и бизнес: Власть, деньги и оружие: Европа и ближний Восток в новое время. М., 1996;
- Александр I, Наполеон и Балканы. М., 1997 (чл. авт. кол.);
- В «пороховом погребе» Европы (1878—1914). М., 2003 (чл. авт. кол.).
- Шеремет В. И., Зеленина Л. В. Императрица в парандже. М., 2002; 2-е изд. М., 2006.
- Непобеждённые. К 150-летию окончания Крымской войны 1853—1856 гг. Т. I—II. М., 2006.
- Шеремет В. И., Зеленина Л. В. Тень за троном. М., 2006.
- Шеремет В. И., Зеленина Л. В. Последняя любовь падишаха М., 2006.
- Шеремет В. И., Нигматулин Б. И., Пестун И. В. Кутузов. Жизнь. Сражения. Победы. М., 2012.

### Статьи
- Базили, Константин Михайлович : [арх. 2 сентября 2022] / Шеремет В. И. // Анкилоз — Банка. — М. : Большая российская энциклопедия, 2005. — С. 652. — (Большая российская энциклопедия : [в 35 т.] / гл. ред. Ю. С. Осипов ; 2004—2017, т. 2). — ISBN 5-85270-330-3.